# Nationaal Sociaaldemocratisch Front
Het Nationaal Sociaaldemocratisch Front (Vietnamees: Mặt trận Quốc gia Dân chủ Xã hội; Frans: Front national social-démocrate, FNSD), later genoemd: Sociaaldemocratische Alliantie (Vietnamees: Liên minh Dân chủ Xã hội; Frans: Alliance social-démocrate, ASD) was een federatie van Zuid-Vietnamese politieke partijen die van 1969 tot 1975 bestond. De federatie stond onder leiding van luitenant-generaal Nguyen Van Thieu, die van 1965 tot 1975 president van Zuid-Vietnam was. 

## Geschiedenis
Het Nationaal Sociaaldemocratisch Front (FNSD) ontstond op 25 mei 1969 als federatie van de volgende groepen en politieke partijen:
- Noord-Vietnamees Katholiek Vluchtelingenblok (Khối Công giáo tị nạn miền Bắc Việt Nam) - organisatie van uit Noord-Vietnam gevluchte Rooms-katholieken;
- Vereniging van Veteranen van de Republiek Vietnam (Hội cựu quân nhân Việt Nam Cộng hòa) - organisatie van oorlogsveteranen;
- Democratische Partij (Đảng Dân chủ) - de partij van president Nguyen Van Thieu en werd opgeheven na de vorming van het FNSD;
- Vietnamese Kwomintang (Việt Nam Quốc Dân Đảng) - nationalistische partij, geïnspireerd door Chinese Kwomintang;
- Nationalistische Partij van Groot-Vietnam[5] (Đại Việt Quốc dân đảng) - een fascistische partij die naar samenvoeging van Noord- en Zuid-Vietnam streefde;
- Humanistische Revolutionaire Partij (Việt Nam Nhân xã Cách mạng Đảng) - opvolger van de Can Lao Partij tijdens het regime van Ngo Dinh Diem (1955-1963);
- Vietnamese Arbeiders- en Boerenpartij (Đảng Công Nông Việt Nam) - een sociaaldemocratische partij.

Later traden ook de volgende partijen toe tot het FNSD:
- Vietnamese Democratische Socialistische Partij (Đảng Dân chủ Xã hội Việt Nam) - v.a. 1972; een democratisch socialistische partij, geïnspireerd door het boeddhistisch socialisme;
- Tan Dait Viet Partij (Đảng Tân Đại Việt) - v.a. 1971; een nationalistische partij;
- Nationale Progressieve Beweging (Phong trào Quốc gia Cấp tiến) - v.a. 1973; oorspronkelijk een oppositiepartij (zie hieronder) die kort nadat zij zich aansloot bij de FNSD werd ontbonden.

Het FNSD was anticommunistisch, vóór een vrije markteconomie, nationalistisch en gematigd socialistisch. Met het FNSD was Zuid-Vietnam een de facto eenpartijstaat geworden. Er was wel een "officiële" oppositiepartij, de Progressieve Nationale Beweging van Nguyen Ngoc Huy. In 1971 werd Nguyen Van Thieu namens het FNSD gekozen tot president van Zuid-Vietnam. In 1973 werd de naam van het Front veranderd in Sociaaldemocratische Alliantie (ASD). Bij de verkiezingen van 1973 werd de ASD de grootste groepering beide Kamers van het parlement. Volgens waarnemers waren de verkiezingen niet eerlijk verlopen.
Met het terugtrekken van de Amerikaanse troepen uit Vietnam, verzwakte de positie van de regering van president Nguyen Van Thieu aanzienlijk. Ondanks dat zijn regering nog steeds militaire steun van Amerika kreeg, kwam er in 1975 een einde aan het Zuid-Vietnamese bewind toen Noord-Vietnamese troepen en de Vietcong in dat jaar de hoofdstad Saigon innamen. Hiermee kwam er ook een einde aan de ASD. Vietnamese ballingen in de VS, richtten in 1981 de Democratische Alliantie voor Vietnam (Hội Phụ Nữ Cờ Vàng) op. Deze organisatie is gevestigd in Californië.